# Leif Höckerstedt
Leif-Ole Håkan Höckerstedt (till 1999 Nyholm), född 10 maj 1945 i Helsingfors, är en finlandssvensk språkforskare. 
Höckerstedt blev filosofie doktor 1984 och lektor i svenska vid Helsingfors universitet 1989. Han är en orädd debattör i finlandssvenska frågor, där han ständigt framhåller vikten av att hålla kontakt med det språkliga moderlandet Sverige. Stor uppmärksamhet väckte debattskriften Fuskfinnar eller östsvenskar (2000), som resulterade i en renässans för de gamla begreppen kultursvenskhet och bygdesvenskhet. Sin svenskhetsideologi har han även propagerat för som representant för Gröna förbundet i Svenska Finlands folkting.